# 尼古拉·苏特亚金
尼古拉·瓦西里耶维奇·苏蒂亚金（Nikolai Vasilyevich Sutyagin1923年5月5日—1986年11月12日））是朝鲜战争期间的苏联王牌飞行员，他确定击落了22架联合国军飞机，这是二战后的最高纪录。